# 木徳神糧
木徳神糧株式会社（きとくしんりょう）は、東京都千代田区に本社を置く米穀製品専門の商社。米穀、飼料、鶏卵、食品の4つの事業を展開する。社名は創業者の木村徳兵衛に由来する。

## 沿革
- 1882年（明治15年）- 木村徳兵衛商店創業。
- 1950年（昭和25年）- 株式会社木村徳兵衛商店を設立。
- 1951年（昭和26年）- 米穀の販売を開始。
- 1964年（昭和39年）- 木徳株式会社に商号変更。
- 1994年（平成6年）- 埼玉県桶川市に大型精米工場を建設。
- 2000年（平成12年）- 神糧物産株式会社との合併に伴い現社名に変更。
- 2001年（平成13年）- 株式を店頭市場登録（現・東証スタンダード）。
- 2002年（平成14年）- 米粉事業に進出、新潟笹神工場完成。株式会社大阪第一食糧と業務提携。
- 2012年（平成24年）- 完全子会社木徳九州株式会社、木徳東海株式会社と連結子会社備前食糧株式会社を吸収合併。
- 2016年（平成28年）- 本社機能を東京都江戸川区より東京都千代田区へ移転。
- 2021年（令和3年）- 木徳(大連)貿易有限公司を連結子会社化。
- 2023年（令和5年）- 本店所在地を東京都千代田区に移転。
- 2024年（令和6年）- キトクフーズ株式会社を吸収合併。

## 関係会社
- アンジメックス・キトク有限会社

Tay Thanh Ward,My Thoi Village,Long Xuyen City,An Giang Province Viet Nam
- 木徳（大連）貿易有限公司

中華人民共和国遼寧省大連市中山区武漢街73号城市広場Ｂ座1003室
- キトク・タイランド会社

15th floor, Sathorn Thani Building 1 90/40-41 North Sathorn Road,Silom, Bang Rak, Bangkok 10500, THAILAND
- キトク・アメリカ会社

1815 El Camino Real, Suite#12, Burlingame, California 94010
- 一番保険サービス株式会社

〒101-0052 東京都千代田区神田小川町2-8 木徳神糧小川町ビル